# HD 109749
HD 109749 — жёлтый субгигант, находящийся на расстоянии 192 световых года от Земли в созвездии Центавра. Имеет массу 1,2 солнечной и эффективную температуру в 5610 кельвинов. В 2005 году Дебра Фишер обнаружила на орбите экзопланету.

## Планета
- Большая полуось а.е. 0,064
- Масса (в массах Юпитера) 0,28 ± 0,02
- Орбитальный период дней 5,24 ± 0,02
- эксцентриситет 0
- Аргумент перицентра (омега) -
- тип: Горячий юпитер
- год открытия: 2005
- температура поверхности:
- период вращения:
- наличие сателлитов:
- Предположительный радиус
- Эффективная Земная орбита 1,29 а.е.
- вероятность зарождения жизни: